# Kinect
Kinect (anteriormente chamado de "Project Natal") é um sensor de movimentos desenvolvido para o Xbox 360 e Xbox One, junto com a empresa Prime Sense. A tecnologia incorpora câmeras RGB, projetores infravermelhos e detectores que mapeiam a profundidade através de cálculos estruturados de luz ou por tempo de voo. O sensor também possui um conjunto de microfones que se unem com o software e a inteligência artificial da Microsoft para permitir que o dispositivo realize reconhecimento de gestos em tempo real, reconhecimento de voz e detecção esquelética corporal de até quatro pessoas. Isso permite que o Kinect seja usado como um dispositivo de interface natural de usuário sem mãos para interagir com um sistema de computador. Kinect é um periférico que fica no topo do display do usuário semelhante a uma webcam. O Kinect criou uma nova tecnologia capaz de permitir aos jogadores interagir com os jogos eletrônicos sem a necessidade de ter em mãos um controle/joystick, inovando no campo da jogabilidade, já bastante destacado pelas alterações trazidas pelo console Wii, da Nintendo e o controlador de jogo PS Move, da Sony.

## Nome de código
O nome "Natal" faz referência a cidade brasileira de Natal no Rio Grande do Norte. "Um de nossos pesquisadores, Alex Kipman, é do Brasil e ele escolheu a cidade de Natal como um tributo a seu País. Além disso, ele sabia que Natal também significa nascer, em latim. Considerando o novo público que será atraído ao Xbox 360 pela novidade, o nome encaixou perfeitamente”, respondeu a empresa.

## Sensor
O módulo  Kinect tem cerca de 23 cm de comprimento e têm 5 recursos principais:
- 1º - Câmera RGB (Red, Green, Blue) que permite o reconhecimento facial da pessoa que está em frente do console.
- 2º - Sensor de profundidade (Infra Vermelho), que permite que o acessório escaneie o ambiente a sua volta em três dimensões.
- 3º - Microfone embutido, que além de captar as vozes mais próximas, consegue diferenciar os ruídos externos. Dessa forma, barulhos ao fundo não atrapalham o andamento do Kinect. O microfone também é capaz de detectar várias pessoas diferentes em uma sala (só não se sabe se a precisão é perfeita, já que é comum, por exemplo, irmãos com vozes parecidas).
- 4º - Próprio processador e software.
- 5º - Detecta 48 pontos de articulação do nosso corpo, ou seja, possui uma precisão sem precedentes.

### Lançamento

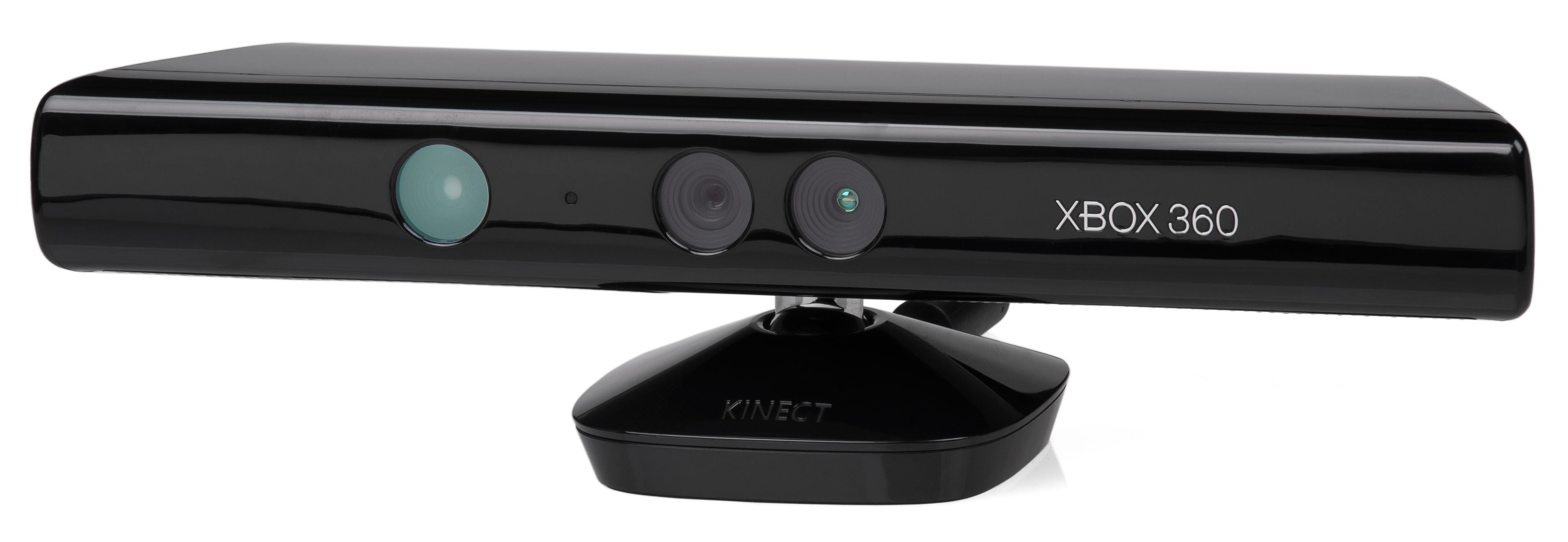
Kinect Xbox 360

O Kinect chegou nos EUA em 4 de novembro de 2010, no Brasil em 18 de novembro. Ao chegar ao Brasil, o Kinect ainda não tinha reconhecimento de voz (que identifica a pessoa pela voz) em português, "ele terá de ser atualizado com o tempo", diz a Microsoft Brasil, porém com as atualizações automáticas mais recentes o dispositivo já consegue receber comandos de voz. Veja o vídeo mais recente do Kinect, no E3 clicando aqui.

## Jogos
Um dos primeiros jogos a serem lançados foi o Kinect Adventures que vem junto com o Kinect, e também existem outros com Kinectmals, Dance Central, Sonic Free Riders, Kinect Sports, Kinect Joy Ride, etc. O jogo Harry Potter e as Relíquias Da Morte e UFC Undisputed também podem ser jogados utilizando o Kinect.

## Xbox One

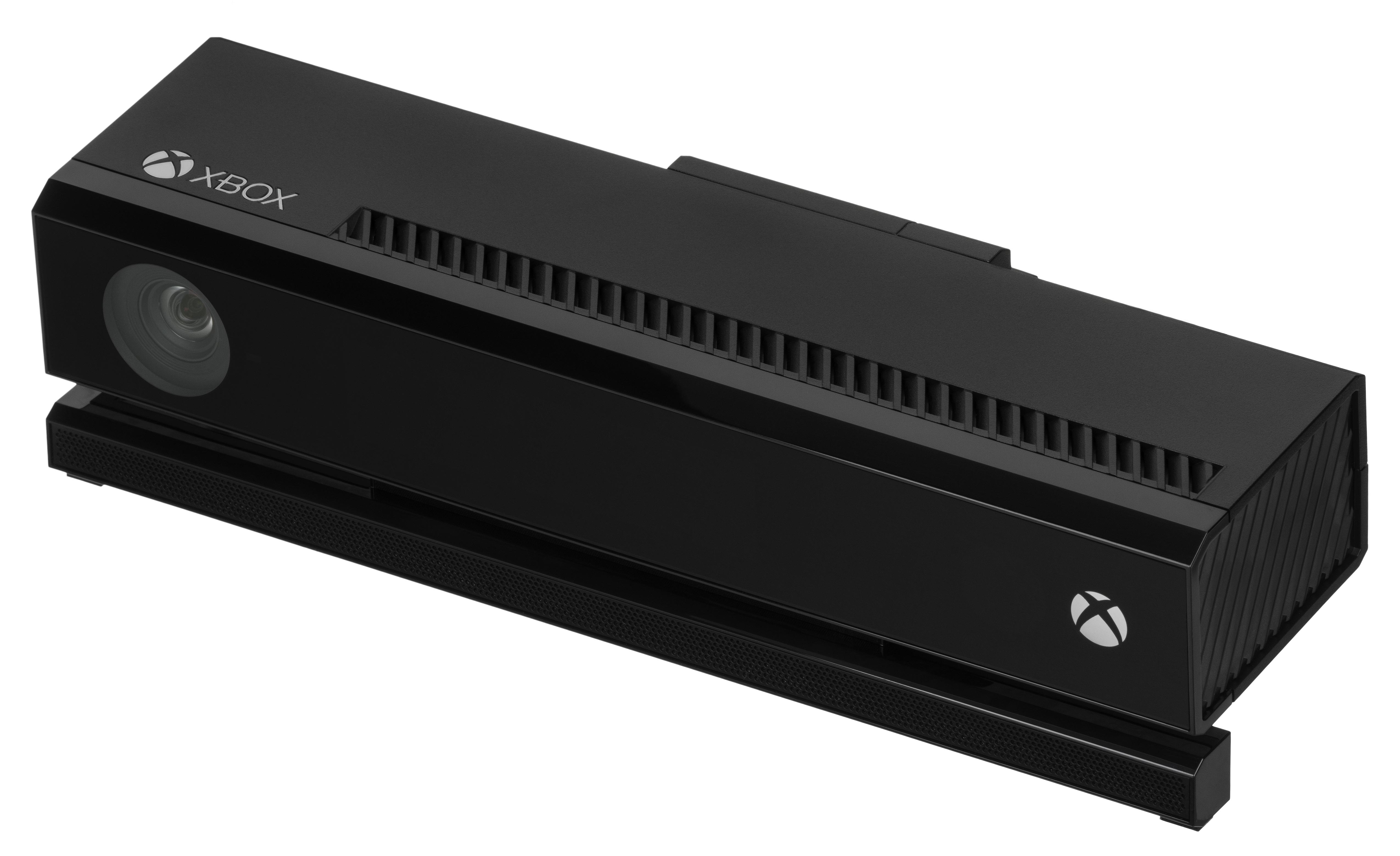
Kinect Xbox One

### Aspecto
Também foi anunciado o novo Kinect. Seu aspecto é semelhante ao Kinect do Xbox 360, mas com algumas modificações. Seu formato ficou um pouco mais quadrado.

### Tecnologia
A tecnologia apresentada no primeiro Kinect recebeu uma grandiosa evolução em todos os sentidos. O detector de movimentos ficou muito mais preciso, identificando facilmente gestos sutis como mover os dedos, girar o pulso ou mesmo suas expressões faciais e até identificar seu batimento cardíaco. É possível até identificar a força empregada em um movimento, como um soco.
Seu campo de visão é 60% maior e permite que ele funcione tanto em ambientes mais abertos como mais fechados, exigindo menos distância da câmera que o Kinect original. Essa nova versão pode captar e interpretar os movimentos de até seis pessoas ao mesmo tempo, mesmo com baixa iluminação.
O Xbox One será lançado com uma versão atualizada do sensor do Kinect, o novo Kinect usará uma qualidade de 1080p. O novo Kinect tem maior precisão sobre o seu antecessor. O microfone do Kinect permanecerá ativo em todos os momentos para que ele possa receber comandos de voz do usuário, quando necessário, mesmo se o console estiver ausente (para que possa ser acordado de volta com um comando).
Os usuários ainda podem fazer as funções do Kinect igual como fazia no seu antecessor, porém, pode-se controla-lo apenas com a voz.
Inicialmente, Kinect vinha  junto com o Xbox One, mas atualmente é vendido separadamente, barateando o console.
Em outubro de 2017 o responsável de conteúdos para o dispositivo anunciou que a produção do Kinect acabou. Quebra de vendas e conteúdos para o dispositivo são as razões apontadas para o desfecho.